# Gmina Pitcher

Położenie Gminy Pitcher w hrabstwie Cherokee

Gmina Pitcher (ang. Pitcher Township) – gmina w USA, w stanie Iowa, w hrabstwie Cherokee. Według danych z 2000 roku gmina miała 1292 mieszkańców, a jej powierzchnia wynosi 92,7 km².